# Гражданка (аэродром)
«Гражда́нка» — военный аэродром времён Великой Отечественной войны, действовавший внутри блокадного кольца. После войны использовался как аэродром ДОСААФ. Закрыт в конце 50-х годов, а его территория застроена жилыми кварталами.

## Описание
«Гражданка» был главным аэродромом Балтийской авиации в годы блокады Ленинграда и центром связи с командованием авиации ВМФ в Москве.
Ныне на территории, где в те годы находился аэродром Гражданка, располагается район Санкт-Петербурга с жилой застройкой.
На месте, где располагался аэродром, установлен памятный знак «Лётчикам Краснознамённой Балтики».
Сейчас на месте, где проходила главная взлётно-посадочная полоса аэродрома «Гражданка», находится проспект Науки. На месте расположения бывших ангаров и капониров сейчас находятся улица Софьи Ковалевской и улица Карпинского, также по этому району проходит часть Северного проспекта.

## История
Название района произошло от располагавшейся в этих местах деревни Гражданка (ранее — Горожанка, ныне — исторический район Гражданка). Здесь же располагалась колония немецких поселенцев, которая появилась с 1827 года. Мирная жизнь на Гражданке закончилась с началом Великой Отечественной войны. Через Гражданку с июня 1941 года шли потоки в обе стороны: один поток с войсками и техникой в сторону фронта, второй непрерывный с беженцами на юго-восток. Много людей уходило с Карельского перешейка — это были советские переселенцы, после советско-финской войны расселённые на «новых землях». 25 августа 1941 года Военный Совет Ленинградского фронта принял постановление «Об обязательной эвакуации немецкого и финского населения из пригородных районов Ленинградской области», и в Гражданке началось принудительное выселение немецкого населения.
После того как военные аэродромы, на которых до войны базировалась авиация ВВС РККА и КБФ, были уничтожены или захвачены, наступающими войсками немцев, в блокадном Ленинграде остро встала проблема нехватки аэродромов для функционирования военной авиации Ленинградского фронта. После начала блокады авиация Краснознамённого Балтийского флота (КБФ) оказалась лишённой большинства своих аэродромов.
Военный аэродром «Гражданка» был построен в 1941 году специально для обеспечения обороны Ленинграда. Местом расположения нового аэродрома была выбрана территория, принадлежавшая совхозу «Ручьи». К новому аэродрому была подведена специальная ветка железной дороги, которая обеспечивала поставки всего необходимого напрямую к территории аэродрома. 
Он начал свою работу с осени 1941 года, практически с самого начала работы аэродром действовал в условиях блокады города.
На территории «Гражданки» базировались лётчики Краснознамённого Балтийского флота, в частности, здесь стояла ударная авиация Балтфлота. Отсюда взлетали самолеты, которые защищали небо над Дорогой жизни.
На территории аэродрома базировались следующие подразделения: 57-й (с 24 апреля 1943 года — 7-й гвардейский) полк штурмовой авиации, разведывательные батальоны 26-й отдельной авиаэскадрильи и 15-го авиационного полка, пикировочное подразделение 12-го гвардейского полка, 21-й Краснознамённый истребительный авиационный полк, 2-я эскадрилья 1-го гвардейского минно-торпедного полка, а также части ряда других подразделений авиации Балтийского флота.
Аэродром имел грунтово-гравийную взлётно-посадочную полосу, которая позволяла обеспечить взлёт и посадку тяжёлых самолётов, которые не могли взлетать с травяной полосы. На посадочной полосе в месте приземления самолётов была площадка, застланная гранитными надгробиями с немецкого кладбища. Бомбосклад аэродрома находился в лесном массиве.
Чтобы отвлечь авиацию противника от аэродрома «Гражданка», в полях между поселками Мурино и Буграми построили ложный аэродром. На нем установили фанерные макеты, изображающие самолёты, и немцы бомбили эти ложные цели. По легенде, в результате этих вражеских авиаударов образовалась одна большая воронка, которая сейчас является прудом в одном из районов Санкт-Петербурга.
Всего аэродром имел три взлётно-посадочных полосы, оснащение которых позволяло при необходимости обеспечивать непрерывные взлёты и посадки круглосуточно.
За годы работы аэродрома на нём служило более десяти лётчиков, которые были удостоены звания Героя Советского Союза, в том числе четыре лётчика, выполнявших взлёты с «Гражданки», были дважды удостоены этого звания.
Немало лётчиков, взлетавших с аэродрома «Гражданка», отдали свои жизни во имя победы. Мемориал погибшим воинам расположен в поселке Мурино, где на гранитном постаменте установлены десять мемориальных досок с фамилиями летчиков, воевавших на аэродроме «Гражданка» и погибших в боях за Ленинград.
В качестве фронтового аэродром «Гражданка»  просуществовал с октября 1941 по сентябрь 1945 года. Сейчас о существовании аэродрома напоминает памятник на проспекте Науки в Санкт-Петербурге. На гранитной табличке начертано: «Здесь в 1941—1945 годах находился аэродром "Гражданка", с которого летчики Краснознаменной Балтики защищали ленинградское небо».